# Magyarország az 1952. évi téli olimpiai játékokon
Magyarország a norvégiai Oslóban megrendezett 1952. évi téli olimpiai játékok egyik részt vevő nemzete volt, négy sportág, összesen tizennégy versenyszámában nyolc férfi és négy női, összesen tizenkét versenyző képviselte. A magyar atléták egy bronzérmet szereztek, amellyel a nem hivatalos éremtáblázaton Magyarország a tizenkettedik helyen végzett. A bronzérmet a Nagy Marianna–Nagy László-műkorcsolyapáros szerezte.
A magyar sportolók egy sportágban összesen négy olimpiai pontot szereztek. Ez hat ponttal kevesebb, mint az előző, St. Moritz-i olimpián elért eredmény. A megnyitóünnepségen a magyar zászlót Lőrincz Ferenc gyorskorcsolyázó vitte.

## Érmesek
| Érem  | Versenyző                 | Sportág     | Versenyszám |
| ----- | ------------------------- | ----------- | ----------- |
| Bronz | Nagy Marianna Nagy László | Műkorcsolya | Páros       |

## Eredményesség sportáganként
Az alábbi táblázat összefoglalja a magyar versenyzők szereplését. A sportág neve mögött zárójelben lévő szám jelzi, hogy az adott szakág hány versenyszámában indult magyar sportoló.
Az egyes oszlopokban előforduló legmagasabb érték vagy értékek vastagítással kiemelve.

Az olimpiai pontok számát az alábbiak szerint lehet kiszámolni: 1. hely – 7 pont, 2. hely – 5 pont, 3. hely – 4 pont, 4. hely – 3 pont, 5. hely – 2 pont, 6. hely – 1 pont.
| Sportág            | Helyezések száma | Helyezések száma | Helyezések száma | Helyezések száma | Helyezések száma | Helyezések száma | Olimpiai pont | Indulók száma | Indulók száma | Indulók száma |
| Sportág            |                  |                  |                  | 4.               | 5.               | 6.               | Olimpiai pont | Férfi         | Nő            | Össz.         |
| Alpesisí (4)       | 0                | 0                | 0                | 0                | 0                | 0                | 0             | 1             | 1             | 2             |
| Gyorskorcsolya (4) | 0                | 0                | 0                | 0                | 0                | 0                | 0             | 2             | 0             | 2             |
| Műkorcsolya (3)    | 0                | 0                | 1                | 0                | 0                | 0                | 4             | 3             | 3             | 6             |
| Sífutás (2)        | 0                | 0                | 0                | 0                | 0                | 0                | 0             | 2             | 0             | 2             |
|                    |                  |                  |                  |                  |                  |                  |               |               |               |               |
| Összesen           | 0                | 0                | 1                | 0                | 0                | 0                | 4             | 8             | 4             | 12            |

## Alpesisí
Férfi
| Versenyző      | Versenyszám      | 1. futam | 1. futam | 2. futam | 2. futam | Összesítés | Összesítés |
| Versenyző      | Versenyszám      | Idő      | Hely.    | Idő      | Hely.    | Idő        | Helyezés   |
| -------------- | ---------------- | -------- | -------- | -------- | -------- | ---------- | ---------- |
| Piroska József | Műlesiklás       | 1:33,5   | 78.      | kiesett  | kiesett  | kiesett    | kiesett    |
| Piroska József | Óriás-műlesiklás |          |          |          |          | 3:39,3     | 79.        |

Női
| Versenyző       | Versenyszám      | 1. futam | 1. futam | 2. futam | 2. futam | Összesítés | Összesítés |
| Versenyző       | Versenyszám      | Idő      | Hely.    | Idő      | Hely.    | Idő        | Helyezés   |
| --------------- | ---------------- | -------- | -------- | -------- | -------- | ---------- | ---------- |
| Kővári Károlyné | Lesiklás         |          |          |          |          | 2:18,5     | 32.        |
| Kővári Károlyné | Műlesiklás       | 1:14,7   | 25.*     | 1:15,6   | 33.      | 2:30,3     | 30.        |
| Kővári Károlyné | Óriás-műlesiklás |          |          |          |          | 2:41,7     | 37.        |

* - egy másik versenyzővel azonos eredményt ért el

## Gyorskorcsolya
| Versenyző      | Versenyszám | Eredmény | Helyezés |
| -------------- | ----------- | -------- | -------- |
| Lőrincz Ferenc | 500 m       | 46,1     | 28.      |
| Lőrincz Ferenc | 1500 m      | 2:23,7   | 10.      |
| Lőrincz Ferenc | 5000 m      | 8:51,2   | 21.      |
| Merényi József | 500 m       | 46,7     | 32.      |
| Merényi József | 1500 m      | 2:26,1   | 21.      |
| Merényi József | 5000 m      | 8:56,6   | 26.      |
| Merényi József | 10 000 m    | 18:09,0  | 17.      |

## Műkorcsolya
| Versenyző                 | Versenyszám  | Kötelező elemek   | Kötelező elemek | Kűr               | Kűr   | Összesítés                     | Összesítés                     | Összesítés                     | Összesítés                     | Összesítés                     | Összesítés                     | Összesítés                     | Összesítés                     | Összesítés                     | Összesítés        | Összesítés  | Összesítés | Összesítés |
| Versenyző                 | Versenyszám  | Kötelező elemek   | Kötelező elemek | Kűr               | Kűr   | Helyezési pontszámok bírónként | Helyezési pontszámok bírónként | Helyezési pontszámok bírónként | Helyezési pontszámok bírónként | Helyezési pontszámok bírónként | Helyezési pontszámok bírónként | Helyezési pontszámok bírónként | Helyezési pontszámok bírónként | Helyezési pontszámok bírónként | Több. hely. száma | Hely. össz. | Pont       | Helyezés   |
| Versenyző                 | Versenyszám  | Több. hely. száma | Hely.           | Több. hely. száma | Hely. | 1                              | 2                              | 3                              | 4                              | 5                              | 6                              | 7                              | 8                              | 9                              | Több. hely. száma | Hely. össz. | Pont       | Helyezés   |
| ------------------------- | ------------ | ----------------- | --------------- | ----------------- | ----- | ------------------------------ | ------------------------------ | ------------------------------ | ------------------------------ | ------------------------------ | ------------------------------ | ------------------------------ | ------------------------------ | ------------------------------ | ----------------- | ----------- | ---------- | ---------- |
| Czakó György              | Férfi egyéni | 5×13+             | 14.             | 7×12+             | 12.   | 10,0                           | 13,0                           | 13,0                           | 12,0                           | 14,0                           | 14,0                           | 12,0                           | 12,0                           | 12,0                           | 5×12+             | 112,0       | 1191,0     | 12.        |
| Jurek Eszter              | Női egyéni   | 7×24+             | 24.             | 5×19+             | 19.   | 23,0                           | 23,0                           | 23,0                           | 24,0                           | 19,0                           | 22,0                           | 20,0                           | 22,0                           | 23,0                           | 8×23+             | 199,0       | 1093,3     | 23.        |
| Nagy Marianna Nagy László | Páros        |                   |                 |                   |       | 4,0                            | 4,0                            | 4,0                            | 4,0                            | 5,0                            | 3,0                            | 3,0                            | 2,0                            | 2,0                            | 8×4+              | 31,0        | 97,4       |            |
| Szöllősi Éva Vida Gábor   | Páros        |                   |                 |                   |       | 11,0                           | 11,0                           | 12,0                           | 11,0                           | 10,0                           | 9,0                            | 10,0                           | 8,0                            | 9,5                            | 5×10+             | 91,5        | 83,2       | 10.        |

## Sífutás
Férfi
| Versenyző    | Versenyszám | Eredmény | Helyezés |
| ------------ | ----------- | -------- | -------- |
| Berecz Ignác | 50 km       | 4:46:23  | 31.      |
| Sajgó Pál    | 50 km       | 4:38:34  | 27.      |
| Sajgó Pál    | 18 km       | 1:13:25  | 53.      |